# Notre-Dame-d’Estrées
Notre-Dame-d’Estrées település Franciaországban, Calvados megyében. Lakosainak száma 144 fő (2018. január 1.). Notre-Dame-d’Estrées Cambremer, Corbon, Crèvecœur-en-Auge, Biéville-Quétiéville, Saint-Laurent-du-Mont, Saint-Loup-de-Fribois és Victot-Pontfol községekkel határos.

## Népesség
A település népessége az elmúlt években az alábbi módon változott:
| Lakosok száma | 222  | 171  | 157  | 133  | 128  | 173  | 167  | 239  | 152  | 144  |
|               | 1968 | 1975 | 1982 | 1990 | 1999 | 2011 | 2015 | 2016 | 2017 | 2018 |